# 馬齊·威盧斯
馬齊·威盧斯（波蘭語：Maciej Wilusz；1988年9月25日—）是一位波蘭足球運動員。在場上的位置是中後衛。他現在效力於波蘭足球甲級聯賽球隊波茲南萊克足球俱樂部。他也代表波蘭國家足球隊參賽。